# Societatea Națională de Cruce Roșie din România

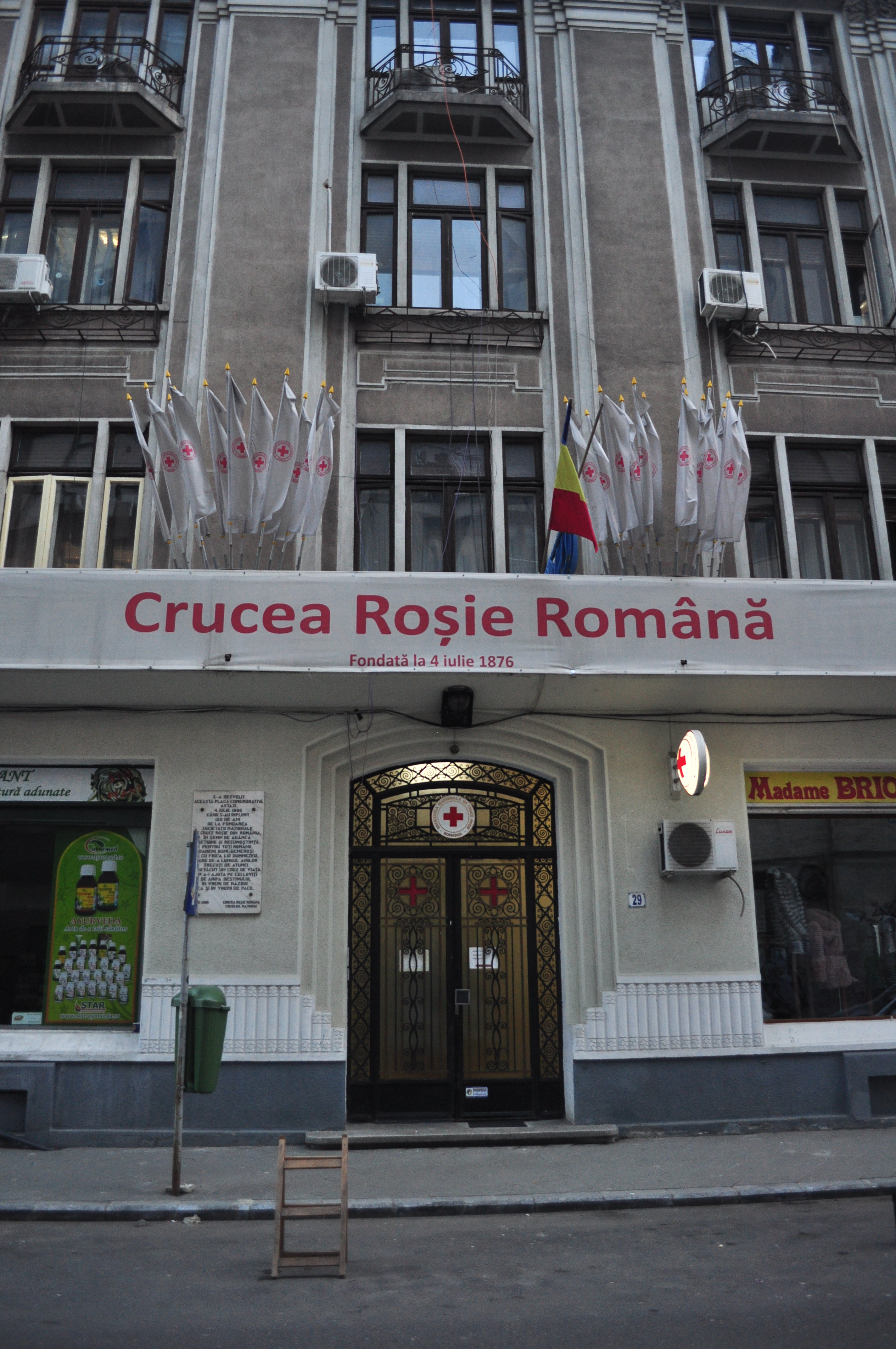
Crucea Roșie în București

Societatea Națională de Cruce Roșie din România este o organizație umanitară, neguvernamentală, apolitică, bazată pe voluntariat, care oferă asistență de urgență, în caz de dezastre, precum și educație în domeniul sanitar în România. Este afiliata națională a Federației Internaționale a Societăților de Cruce Roșie și Semilună Roșie. 
Societatea Națională de Cruce Roșie din România se organizează și funcționează pe baza statutului propriu, ca singura societate de Cruce Roșie, atât în timp de pace, cât și în timp de război, în baza legii și a Convențiilor de la Geneva din 1949 la care România este parte.
Se ghidează după următoarele principii: umanitate, imparțialitate, neutralitate, independență, voluntariat, unitate și universalitate. Crucea Roșie este deschisă pentru toți. Societatea Națională de Cruce Roșie din România participă la activități cu caracter internațional organizate în conformitate cu convențiile încheiate în domeniu la care România este parte, precum și la alte acțiuni internaționale cu caracter umanitar.
În vara anului 1876, principele Dimitrie Ghica, alături de Dimitrie A. Sturdza, Grigore Cantacuzino, Carol Davila, A. Fotino și Panait Iatropol, a organizat Societatea de Cruce Roșie din România (CRR), cu sediul la Spitalul Colțea (unde se afla și Eforia Spitalelor Civile).

## Președinți
| Nume                         | Perioadă                   |
| ---------------------------- | -------------------------- |
| Dimitrie Ghica               | 1876-1897                  |
| Gheorghe Grigore Cantacuzino | 1897-1913                  |
| Ioan Kalinderu               | iunie 1913–decembrie 1913  |
| Alexandru Marghiloman        | 1914-1925                  |
| Alexandru C. Constantinescu  | martie 1926–noiembrie 1926 |
| Gheorghe Balș                | 1927–1934                  |
| Ioan Emil Costinescu         | 1934–1947                  |
| Nicolae Pârvulescu           | 1947-1949                  |
| Constanța Crăciun            | 1949–1953                  |
| Vasile Mârza                 | 1953–1955                  |
| Octavian Belea               | 1955–1958                  |
| Radu Rusescu                 | 1958–1960                  |
| Anton Moisescu               | 1960–1972                  |
| Mihai Burcă                  | 1972–1977                  |

| Nume                 | Perioadă  |  |
| -------------------- | --------- |  |
| Constantin Burada    | 1977–1981 |  |
| Lidia Orădeanu       | 1981–1986 |  |
| Veronica Ciobănete   | 1986–1989 |  |
| Iuliu Șuteu          | 1990–1991 |  |
| Nicolae Nicoară      | 1991–2002 |  |
| Nifon Mihăiță        | 2002–2007 |  |
| Mihaela Geoană       | 2007–2015 |  |
| Margareta a României | 2015–2023 |  |
| Camelia Șucu         | 2023–     |  |